# Боярчук Анатолій Васильович
Анатолій Васильович Боярчук (* 24 червня 1967) — голова Попівської сільської територіальної громади (з 2020).

## Біографія
З 2020 року обіймає посаду голови Попівської сільської територіальної громади. До цього був головою Конотопської районної ради.

## Нагороди
- Орден «За мужність» III ступеня (2022) — за значні заслуги у зміцненні української державності, мужність і самовідданість, виявлені у захисті суверенітету та територіальної цілісності України, вагомий особистий внесок у розвиток різних сфер суспільного життя, відстоювання національних інтересів нашої держави, сумлінне виконання професійного обов'язку[4].